# Agritubel (wielerploeg)/2005
Deze pagina geeft een overzicht van de wielerploeg Agritubel-Loudin in 2005.
| Naam                           | Geboortedatum | Nationaliteit | Ploeg 2004                       |
| ------------------------------ | ------------- | ------------- | -------------------------------- |
| Christophe Agnolutto           | 06-12-1969    | Frankrijk     | AG2R Prévoyance                  |
| Linas Balčiūnas                | 14-02-1978    | Litouwen      | MKB-Oktos (2003)                 |
| Stéphane Bergès                | 09-01-1975    | Frankrijk     | AG2R Prévoyance                  |
| Florent Brard                  | 07-02-1976    | Frankrijk     | Chocolade Jacques-Wincor Nixdorf |
| Mickaël Buffaz                 | 21-05-1979    | Frankrijk     | RAGT Semences                    |
| Gilles Canouet                 | 20-01-1976    | Frankrijk     | Amateur                          |
| Cedric Coutouly                | 26-01-1980    | Frankrijk     | Amateur                          |
| Nicolas Crosbie                | 02-04-1980    | Frankrijk     | Amateur                          |
| Alexandre Girout               | 27-04-1982    | Frankrijk     | Amateur                          |
| Benjamin Johnson (vanaf 01.05) | 07-01-1983    | Australië     | Amateur                          |
| Christophe Laurent             | 26-07-1977    | Frankrijk     | RAGT Semences                    |
| José Alberto Martínez          | 10-09-1975    | Spanje        | Relax-Bodysol                    |
| Léniäc Olivier                 | 17-11-1977    | Frankrijk     | Auber 93                         |
| Denis Robin                    | 27-06-1979    | Frankrijk     | Amateur                          |
| Saulius Ruskys                 | 18-04-1974    | Litouwen      | Oktos MBK                        |
| Benoît Salmon                  | 09-05-1974    | Frankrijk     | Crédit Agricole                  |
| Marc Staelen                   | 20-07-1981    | Frankrijk     | Amateur                          |

## Overwinningen
Les Monts Luberon
Florent Brard
Parijs-Troyes
Florent Brard
Classic Loire-Atlantique
José Alberto Martinez
La Roue Tourangelle
Gilles Canouet
Ronde van de Sarthe
3e etappe: Florent Brard
Omloop van Lotharingen
4e etappe: Saulius Ruskys
Ronde van Poitou-Charentes
1e etappe: Christophe Agnolutto
4e etappe: Linas Balciunas
2005 · 2006 · 2007 · 2008 · 2009